# Wes Harding
Wesley Nathan Hylton Harding (Leicester, Inglaterra, Reino Unido, 20 de octubre de 1996) es un futbolista británico nacionalizado jamaicano que juega como defensa en el Millwall del English Football League Championship de Inglaterra.

## Selección nacional
En marzo de 2021 fue uno de los seis jugadores nacidos en Inglaterra que recibieron su primera convocatoria para la selección de Jamaica. Hizo su debut internacional el 7 de junio de 2021 en un empate amistoso 1-1 con Serbia en Miki, Japón.

### Participaciones en Copas América
| Torneo            | Sede           | Resultado    | Partidos | Goles |
| ----------------- | -------------- | ------------ | -------- | ----- |
| Copa América 2024 | Estados Unidos | Primera fase | 1        | 0     |